# آرنولد لاج
آرنولد لاج (به انگلیسی: Arnold Lodge) بیمارستانی سرویس سلامت همگانی (ان اچ اس) در بریتانیا است که در ۱۹۸۳ میلادی ساخته شد و دارای حداکثر ۷۰ تخت است.